# Baba Nobufusa
Baba Nobuharu (馬場信春?   d. 1575), también conocido como Baba Nobufusa, fue un samurái japonés del Período Sengoku y uno de los llamados "Veinticuatro Generales" de Takeda Shingen, los cuales eran los comandantes que gozaban de su mayor confianza. Baba peleó en las batallas de Mikatagahara y Nagashino, donde llevó el control del ala derecha del ataque de Takeda Katsuyori.
Cuando Takeda Shingen tomó el castillo Fukashi (hoy Castillo Matsumoto) en 1550, lo dejó a cargo de Baba. Durante la batalla de Mikatagahara de 1573, el comandó la avanzada durante la persecución al ejército de Tokugawa Ieyasu durante su regreso al Castillo Hamamatsu. Cuando Baba vio que las puertas del castillo abiertas, pensó que se dirigía a una trampa por lo que no continuó la persecución. Fue en la batalla de Nagashino donde Baba fue muerto en combate cuando dos samuráis lo atacaron simultáneamente cortándole la cabeza.
En el Kōyō Gunkan se asegura que Shingen continuamente consultaba a Baba sobre asuntos importantes. Antes de la batalla de Nagashino, Baba tenía la reputación de que en las 21 batallas que había asistido nunca había recibido una sola herida.